# Perarella fallax
Perarella fallax är en nässeldjursart som beskrevs av Hjalmar Broch 1914. Perarella fallax ingår i släktet Perarella och familjen Cytaeididae. Inga underarter finns listade i Catalogue of Life.